# یوهان سیگفرید سیرن
یوهان سیگفرید سیرن (انگلیسی: Johan Sigfrid Sirén; ۲۷ مهٔ ۱۸۸۹ – ۵ مارس ۱۹۶۱) معمار، استاد دانشگاه، و هنرمند تجسمی اهل فنلاند بود.